# Ettore Carafa
Ettore Carafa (Andria, 29 dicembre 1767 – Napoli, 4 settembre 1799) è stato un militare e patriota italiano.

## Biografia

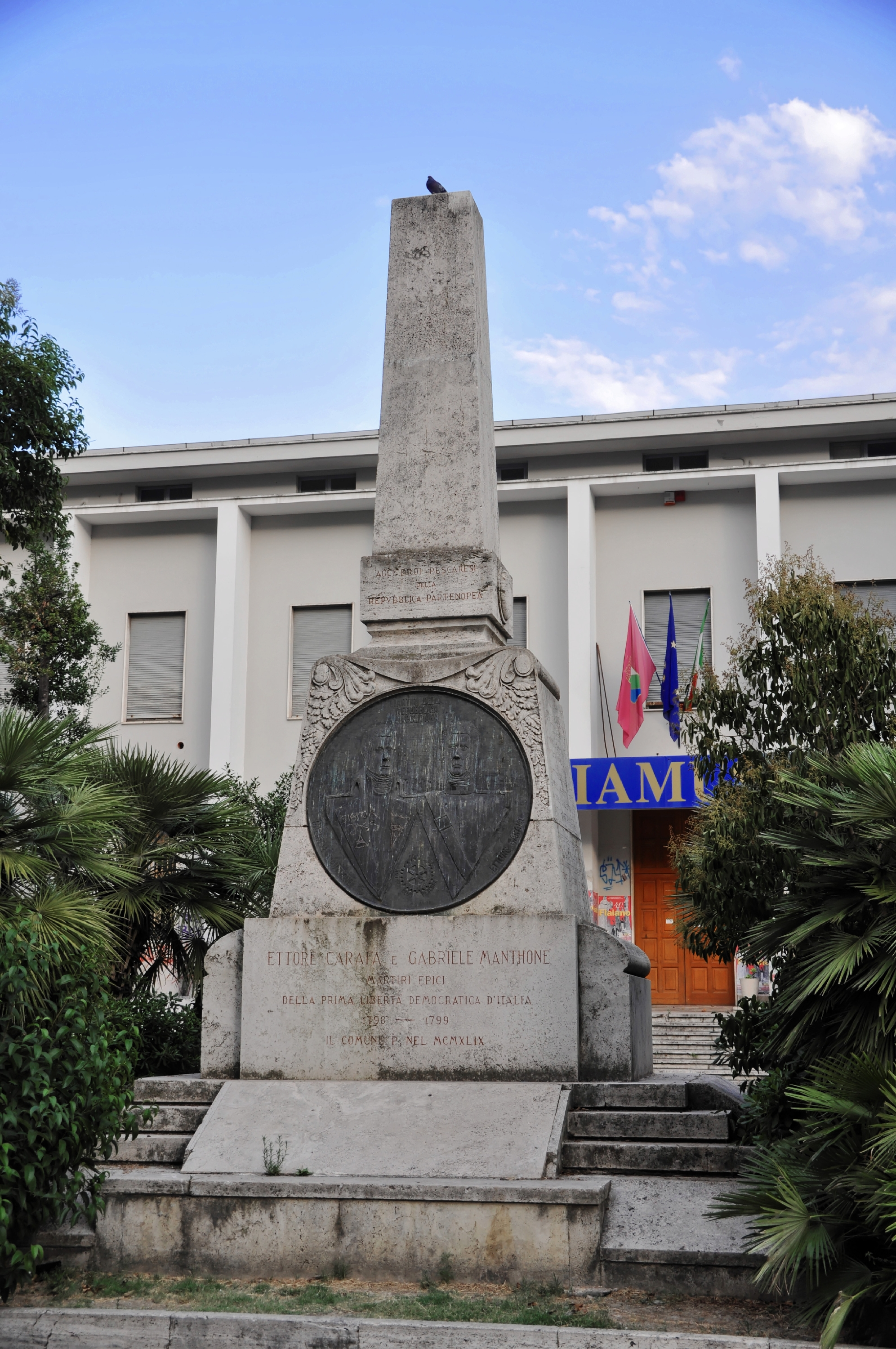
Monumento a Carafa e Manthoné a Pescara

Ettore Carafa, duca di Andria e conte di Ruvo, nacque ad Andria il 29 dicembre del 1767. Trascorse l'infanzia nella residenza ducale, appartenuta secoli prima ai nobili feudatari Del Balzo, che dominarono Andria finché uno di loro, partecipando alla fine del Quattrocento alla congiura dei baroni, non venne decapitato a Napoli, stessa sorte che capitò a lui.
Come precettore venne scelto Francesco Laghezza di Trani, che contribuì in maniera decisiva alla sua formazione liberale.
Membro della Massoneria, nel 1795 fu arrestato con l'accusa di cospirazione, per poi aderire nel 1799 alle idee rivoluzionarie che portarono alla proclamazione della Repubblica Napoletana, ricevendo il grado di colonnello. Si recò quindi in Puglia allo scopo di assediare Andria, la sua città natia, che era rimasta fedele ai Borbone. Prima di iniziare le ostilità si recò presso le mura della città per tentare una negoziazione, ma essendo stato subito attaccato dai difensori ordinò l'assedio, che condusse insieme al generale Jean-Baptiste Broussier e le sue truppe francesi.
Dopo la presa di Andria, fu inviato a Pescara a presidiare la città, ma questa fu assediata già il 30 giugno 1799 dall'Esercito della Santa Fede guidato dal capomassa abruzzese Giuseppe Pronio. In seguito agli scontri fu catturato il 1 luglio e tradotto a Napoli in catene. Sventata la rivoluzione, i Borbone fecero giustiziare i repubblicani napoletani di spicco, tra cui lo stesso Ettore Carafa, decapitato in piazza del Mercato a Napoli il 4 settembre del 1799.
A Pescara è presente un obelisco alla sua memoria e a quella del pescarese Gabriele Manthoné, in piazza Emilio Alessandrini. Il comune di Pescara gli ha intitolato anche una strada, via Conte di Ruvo.

## In letteratura
Le imprese di Carafa sono raccontate nel romanzo La Sanfelice di Alexandre Dumas, incentrato sulle vicende della rivoluzione napoletana del 1799. Di lui scrive anche Ippolito Nievo ne Le confessioni di un italiano ed Eugenio Torelli Viollier (fondatore del "Corriere della Sera") nel romanzo storico Ettore Caraffa (1877) tradotto in francese nello stesso anno.